# Яворская, Аделаида Ивановна
Аделаида Ивановна Яворская (16 мая 1933 — 4 марта 2003) — советская и латвийская актриса, заслуженная артистка Латвийской ССР (1966). Актриса Государственного театра юного зрителя Латвийской ССР.

## Биография
Аделаида Яворская родилась 16 мая 1933 года в деревне Добрунь Брянского района Западной области в семье медработников.
По окончании Супоневской 7-летней школы и Брянского медучилища работала медсестрой в Добруньской амбулатории при Супоневской участковой больнице. В это же время она увлеклась народным театром и начала играть в драмкружке села Супонево.
Одна из таких постановок с участием А. Яворской — «Доходное место» по пьесе А. Н. Островского — получила Грамоту отдела культуры Брянского района от 14 февраля 1954 г.
Блестяще окончив «вуз мечты», она была направлена в Рижский ТЮЗ, где стала одной из ведущих артисток.
Её блистательная улыбка была символом Рижского ТЮЗа — и зрители шли не на спектакль, не «на режиссёра», а «на Яворскую»… Когда невозможно было достать билеты на блистательное «Сомбреро»? Когда малыши не хотели уходить из театра и кричали: «Не улетай, Карлсон!»? 

Аделаида Яворская — это лучшие времена ТЮЗа, это годы, когда вовсю ставили спектакли про детей и для детей, добрые сказки, романтические комедии. У неё было своеобразное амплуа травести — самое что ни на есть тюзовское, она играла мальчишек. Эти роли удивительно удавались актрисе — наверное, потому, что она страстно любила детей.Газета «Час», 4 марта 2003
В 1990-е годы Яворская дебютировала как публицист в русскоязычном журнале «Даугава», а в 2001 вышла её художественная повесть «Загон ягнят» с предисловием рижского писателя-фантаста В. И. Бааля.
А. И. Яворская скончалась в марте 2003 года, не дожив два месяца до 70-летия, и похоронена в Риге.

## Семья
Дети: Раймонд, Леонид, Анна.

## Роли в театре
- 1959 — «Копьё чёрного принца» Л. Прозоровского и П.Хомского — Янка; Велта
- 1959 — «Друг мой Колька» Александра Хмелика — Федя Драпкин
- 1959 — «Чёртова мельница» Исидора Штока по пьесе Яна Дрды — режиссёр П. Хомский — Чертовка
- 1960 — «Кукла Надя» Вадима Коростылёва — Пузырёк из под чернил
- 1961 — «Космический гость» по водевилю Бориса Рабкина — пионер Слава
- 1961 — «Третье желание» В.Блажека — Девочка
- 1962 — «Я сам» Дмитрия Щеглова — Тося, племянница Стрелковых
- 1962 — «Крышу для Матуфля» Ив Жамиака — Коко, сын Матуфля
- 1963 — «Белоснежка» по сказке братьев Гримм Льва Устинова — Светлячок
- 1963 — «Всё это не так просто» Г. Шмелёва — десятиклассница Таня Степанова
- 1963 — «Красные дьяволята» Павла Бляхина — Ю-Ю китаец
- 1964 — «Толя, Володя» Геннадия Мамлина — Володя
- 1964 — «Оловянные кольца» Тамары Габбе — Четвёртый пират
- 1964 — «Тень» Евгения Шварца — Официантка
- 1965 — «На всякого мудреца довольно простоты» Александра Островского — Третья приживалка
- 1965 — «Гусиное перо» Семёна Лунгина — Девочка
- 1965 — «Буратино» по сказке Алексея Толстого — Буратино
- 1966 — «Пузырьки» Александра Хмелика — Петров
- 1966 — «Они и мы» Натальи Долининой — Девочка
- 1967 — «Винни Пух и все-все-все» по произведениям Алана Милна — Поросёнок Пятачок, лучший друг Винни-Пуха
- 1968 — «Малыш и Карлсон, который живёт на крыше» Астрид Линдгрен — Малыш
- 1970 — «Пеппи Длинныйчулок» Астрид Линдгрен Семёна Лунгина — Пеппи
- 1973 — «Брат Алёша» по роману Фёдора Достоевского Виктора Розова — Илюша
- 1975 — «Приключения Буратино в Стране Дураков» по сказке Алексея Толстого — 3-й полицейский